# Francisco Vieira de Almeida
Francisco Lopes Vieira de Almeida GOL • GOIP (Castelo Branco, Castelo Branco, 9 de agosto de 1888 – Cascais, Cascais, 20 de janeiro de 1962) foi um filósofo e escritor português.

## Biografia
Era filho do funcionário das Finanças Augusto César Prazeres, natural da freguesia e concelho de Penamacor, e de Maria Emília Lopes Prazeres, doméstica, natural de Castelo Branco. Foram padrinhos de batismo o Visconde de Castelo Novo e sua esposa.
A 31 de janeiro de 1912, casou primeira vez civilmente, em Lisboa, com Isabel Lucília Chaves Lopes (Santa Maria Maior, Chaves, c. 1889), filha do coronel de cavalaria João Maria Lopes, natural de Castelo Branco, e de Maria das Dores Chaves Lopes, natural de Chaves. Foi padrinho de casamento Damião Peres.
Diplomado pelo Curso Superior de Letras, ingressou, como docente, na já então Faculdade de Letras da Universidade de Lisboa, pelo grupo de História, em 1915. Em 1921, porém, passou para o Grupo de Filosofia, onde ascendeu a professor catedrático, em 1932. Manteve-se em atividade até 1958.
[carece de fontes?] Encontra-se ainda colaboração da sua autoria na Revista de História (1912-1928) e na revista Prisma (1936-1941).
A 3 de junho de 1931, casou segunda vez civilmente, no Porto, com Maria Alice Guedes de Oliveira (Santo Ildefonso, Porto, 1913), filha de Henrique Augusto Guedes de Oliveira e de Alice Raquel Hamard Lopes.
Opositor declarado do Estado Novo, apoiou numerosas iniciativas de restauração da democracia, mantendo o seu posicionamento nas fases de maior repressão do regime. Seria também mandatário nacional da candidatura do general Humberto Delgado a Presidente da República, figurando ao seu lado na célebre conferência de imprensa no Café Chave d'Ouro, no Porto, na tarde de 10 de maio de 1958, na qual o general, quando interrogado pelos jornalistas sobre Salazar, respondeu: «Obviamente, demito-o!».
A 26 de maio de 1958, duas semanas antes das eleições presidenciais, Francisco Vieira de Almeida deu a sua última lição na Faculdade de Letras de Lisboa, pois atingira o limite de idade como professor. 
A 16 de junho de 1958, uma semana depois das contestadas eleições presidenciais, a PIDE deteve-o, juntamente com Jaime Cortesão, António Sérgio e Azevedo Gomes, personalidades destacadas da oposição democrática e já todos septuagenários, tendo sido interrogados, fotografados e fichados pela polícia política e, dias depois, libertados..  
Em novembro de 1958, Vieira de Almeida, novamente com Jaime Cortesão, António Sérgio e Mário de Azevedo Gomes, convidou os socialistas Aneurin Bevan, ex-ministro da Saúde britânico responsável pela criação do Serviço Nacional de Saúde no seu país, e Pierre Mendès France, ex-primeiro ministro francês, para fazerem conferências em Portugal, mas estas foram proibidas pelo governo de Salazar. A 22 de novembro, tendo os quatro organizadores difundido um protesto contra a proibição, foram segunda vez detidos pela PIDE e encarcerados no Forte de Caxias. Este facto provocou a demissão do ministro do Interior do governo de Salazar, José Pires Cardoso, que tomara posse do cargo apenas três meses antes, por se julgar desautorizado pela prisão dos dirigentes oposicionistas sem ter sido consultado. Ao fim de uma semana de prisão, perante as repercussões nacionais e internacionais do caso, Salazar mandou soltar os presos.
Morreu em 20 de janeiro de 1962, em Cascais.
A sua obra filosófica, em que avultam os trabalhos sobre Lógica, Estética, Epistemologia e História, encontra-se editada pela Fundação Calouste Gulbenkian, que a reuniu entre os anos de 1986 e 1988, com organização e apresentação de Joel Serrão e Rogério Fernandes.
Foi agraciado, a título póstumo, com as seguintes condecorações: Grande-Oficial da Ordem da Liberdade (30 de outubro de 1987) e Grande-Oficial da Ordem da Instrução Pública (19 de setembro de 2017).
[carece de fontes?]

## Obra
- Introdução à Filosofia (1942)